# Крахмальов Павло Петрович
Павло Петрович Крахмальов (нар. 5 квітня 1965 року, Львів) — український музика, клавішник відомого українського гурту Брати Гадюкіни.

## Життєпис
Має консерваторну освіту (єдиний з «Братів Гадюкіних»). До гурту приєднався у 1991 році. Часто разом з іншими учасниками гурту збирався на репетиційній базі в Аркадія Кузіна. Саме там «Гадюкіни» репетирували майже всі свої пісні. Згодом на студії в Бебешка молодий гурт записав свою першу платівку «Всьо чотко!». Після виходу альбому Алла Пугачова запросила молодих виконавців на «Різдвяні зустрічі», де гурт виконав кілька пісень серед яких «Рок-н-ролл до рана». У 1992 році гурт поїхав на гастролі у Францію, в Париж. У 1996 році учасники «Гадюкіних» записали альбом «Бай, бай, мила!». Павло разом з іншими учасниками приїхав до Києва, де за рекомендацією друга влаштувався аранжувальником на невеликій аудіостудії. Нині Крахмальов має власну студію в Києві, де створює музичні супроводи для телебачення і кіно. 2014 року «Брати Гадюкіни» випустили платівку з назвою «Made in Ukraine» і розпочав концертний тур великими містами України з метою підтримки українського народу і війська.

## Цікаві відомості
До перших гастролей Європою Павло Крахмальов не говорив українською. Як каже сам Павло:
|  | В училищі мене вічно мучив викладач: “Ви що, не можете то нормальною українською мовою сказати?” Мене аж шляки трафляли, бо я справді не міг! І от у 1992 році ми поїхали на гастролі в Париж, поселились в сім’ї затятого бандерівця (з тих, що ще в 43-му році виїхали). Я провів з ним цілу добу обличчя до обличчя. Відступати не було куди: говорив українською, як міг. А коли прощались, він поклав переді мною 150 франків і похвалив за знання мови. Тоді я зрозумів, що українську вивчив. |